# 타바레 바스케스
타바레 라몬 바스케스 로사스(스페인어: Tabaré Ramón Vázquez Rosas, 문화어: 따바레 라몬 바스께스, 1940년 1월 17일 ~ 2020년 12월 6일)은 우루과이의 정치인이다. 2005년 ~ 2010년 대통령으로 재직하였다. 2014년 대통령 선거에 출마하여 당선되었으며, 2020년까지 우루과이 대통령을 지냈다.
몬테비데오 출신이며, 공화국 대학교에서 의학을 전공하여 의사가 되었다. 1976년에는 프랑스의 귀스타브 루시 연구소에서 연구원으로 재직했다.
이후 암 전문의로 활동하던 중 정치에 뜻을 두게 되어 1990년 중도좌파 선거연합인 광역전선(스페인어: Frente Amplio FA) 소속으로 몬테비데오 시장 선거에 출마, 당선되었다. 1994년까지 시장으로 재직했고, 그 해 대통령 선거에 출마했으나 훌리오 마리아 상기네티에게 패해 낙선했다. 1996년 연합 전선 대표로 선출되었다. 1999년 대통령 선거에 다시 출마하여, 1차 투표에서는 가장 많은 표를 얻었으나, 2차 투표에서 호르헤 바트예에게 패했다.
2004년 대통령 선거에 세 번째로 출마하여, 적색당과 국민당 소속이 아닌 최초의 중도좌파 계열 대통령으로 당선되었다.
2005년 3월 제39대 대통령 임기가 시작됐으며, 취임 직후 쿠바, 베네수엘라와의 외교관계를 복원하고 협력을 추진했다. 2008년 6월에는 쿠바와 베네수엘라를 방문하였다. 바스케스는 미국의 독주를 반대하며, 라틴아메리카 통합주의에 긍정적인 반응을 보였다. 볼리비아의 에보 모랄레스 대통령과도 친하게 지냈으며, 볼리비아와 우루과이의 외교관계를 강화했다. 타바레 바스케스는 외교적으로 라틴아메리카 국가들과의 협력을 추구했지만, 국경 문제를 두고 아르헨티나와 작은 분쟁이 발생하기도 했다. 이때 조지 워커 부시에게 지원을 요청하여 같은 진영에서 비판을 받았다. 2005년 네스토르 키르치네르 대통령이 타바레 바스케스를 상대로 협상에 성공하면서 우루과이강 분쟁은 종료되었다.
타바레 바스케스의 광역전선 정부는 중도좌파 성향으로 알려졌으나, 노동자 해고, 복지 축소 등 수많은 신자유주의 정책들도 추진하였다. 타바레 바스케스의 정책을 두고 광역전선은 여러 차례 분열되었다. 티바레 바스케스 정부는 엄격한 담배 규제 조치를 취했으나 이는 서민 생활에 큰 부담으로 작용하여 비판을 받았다. 타바레 바스케스의 이념은 브라질의 룰라 다 시우바 대통령인 룰라주의에서 영향을 받았다고 많은 매체들에게서 묘사된다.
2010년 3월 1일, 5년 임기를 마치고 퇴임하였으나, 2014년 대선에서 재선에 성공하였으며, 이로써 훌리오 마리아 상기네티 이후 비 군사정권 시대에 연임하는 대통령으로 기록된다. 2015년 3월 1일에 대통령으로 취임하여 두번째 임기를 시작했으며, 대통령 재임 시절 부패 사건에 자주 연류되었다. 타바레 바스케스 정부에 대한 지지율을 1차 정부때보다 낮은 것으로 집계되었다. 2020년 3월 1일 퇴임하였으며, 2020년 12월 2일 폐암으로 인해 사망하였다.

## 같이 보기
- 핑크 타이드